# モンスターハンター ポータブル
『モンスターハンター ポータブル』（Monster Hunter Freedom）は、2005年にカプコンからPlayStation Portable(PSP)用に発売されたハンティングアクションゲーム。
この記事では続編である『モンスターハンターポータブル 2nd』(PSP)、『モンスターハンターポータブル 2nd G』(PSP、iOS)、『モンスターハンターポータブル 3rd』(PSP)、『モンスターハンター ポータブル 3rd HD Ver.』(PS3)についても扱う。
『モンハン日記 ぽかぽかアイルー村』およびその続編については該当記事を参照。大まかなゲームの内容と世界観についてはモンスターハンターシリーズを参照。
この項目では以下の略称を用いる。
- 『モンスターハンター』→『MH』
- 『モンスターハンターG』→『MHG』
- 『モンスターハンター ポータブル』→『MHP』
- 『モンスターハンター2』→『MH2』
- 『モンスターハンターポータブル 2nd』→『MHP2』
- 『モンスターハンター フロンティア オンライン』→『MHF』
- 『モンスターハンターポータブル 2nd G』→『MHP2G』
- 『モンスターハンター3』→『MH3』
- 『モンスターハンターポータブル 3rd』→『MHP3』
- 『モンスターハンターポータブル 3rd HD Ver.』→『MHP3HD』
- 『モンスターハンター3G』→『MH3G』
- 『モンスターハンター4』→『MH4』
- 『モンスターハンター4G』→『MH4G』

## 作品別解説

### モンスターハンター ポータブル
2005年（平成17年）12月1日発売。本作はPlayStation 2（PS2）用ソフトとして発売された『モンスターハンターG』をPlayStation Portable（PSP）向けにリメイクした作品である。日本国外での呼称は「Monster Hunter Freedom」。
当時PS2用ソフトのPSPへの移植は珍しくなかったが、単なる移植ではユーザーは買わないだろうとの開発側の判断から各種の新要素が追加された。村の中で栽培や採掘、採取が行える「ココット農場」や、従来の食事システムを拡張した「アイルーキッチン」等、システムの拡張が行われ、更に『MH2』に登場する一部の武具が追加されており、「片手剣」「双剣」「大剣」「ランス」「ハンマー」「ボウガン」が使用可能。
PS2版では複数人数でプレイ（マルチプレイ）しようとするとマルチマッチングBB（現在はサービス終了）の契約が必要だったが、PSP版では本体とソフトさえ持ち寄れば簡単にマルチプレイが可能になった。
PSPには、従来の右スティックに当たる入力機器がない為、ボタン入力のみで攻撃を行うようになっている。基盤となった『MHG』に比べて武器の攻撃力が全体的に高く、モンスターの体力が低く調整されており、全てのクエストがオフラインで遂行出来る。
基本的には『MHG』の移植であるが、「伝説のガンナー」と呼ばれる人物が村におらず、ハンターに復帰したことになっている点など、ゲーム中である程度の時間が経過した事になっている。村人の会話内容は前作までと大きな変化はない。
手軽に協力プレイができる（マルチマッチングBBの契約をする必要がない）ことから口コミでジワジワと人気が広まって行き、元となったPlayStation 2（PS2）用ソフト『モンスターハンターG』の売り上げを大きく上回り、発売から2年後の2007年（平成19年）にミリオンセラーを達成した。
『MHP2』発売以前からベスト版が販売されていたが、『MHP2』発売に合わせてさらに低価格化された。日本ゲーム大賞2006年度特別賞を受賞。

### モンスターハンター ポータブル 2nd
2007年（平成19年）2月22日発売。『MH2』をベースに『MHP』の続編として発売された。『MHP』のような移植作品ではなく、『MH2』から世界観を受け継いだ新作となり、拠点は「ポッケ村」という新しい村となった。村の立地が雪山近辺のため、今作における最初の狩場は雪山となっており、『MH2』では雪山に行けるのは中盤以降であった事を踏まえて難易度は調整されている。その他のフィールドにおいても、『MH2』では一方通行だった崖などが上り下り可能となり、遠回りする必要がなくなった。後述するBGロードの採用で、エリア切り替えの際のロード時間も短縮されている。上位クエストにおける雑魚モンスターの無限発生や、新規追加武器のバランスも調整された。
『MH2』までに登場したモンスターに加え、新モンスターの「ティガレックス」、「アカムトルム」が登場した。ヤマツカミはバランス面や狩る上での都合で登場せず（後に『MHP2G』で登場）、前作まで「白ランポス」「ランポス亜種」と呼ばれていたモンスターに「ギアノス」という正式名称が与えられるなどの変更点も見られる。武器には『MH2』同様、『MHP』の武器に「太刀」「狩猟笛」「ガンランス」「弓」が追加され、全11種になる。『MHP』同様のアイルーキッチン、農場も登場し、アイルーキッチンには「よろず焼き」、農場には「トレニャー」とそれぞれ新要素が追加された。「トレジャーハンターズ」は「トレジャーハンター」となり1人でプレイできるようになり、ギルドカードのページ数が6ページに、自宅だけでなく農場や集会所、アイルーキッチンにもアイテム限定の小型アイテムボックスが置かれるようになった。装備変更は従来どおり自宅のアイテムボックスのみで行う。
クエスト中のエリア間の移動の際にかかるロード時間を短縮する為、BG（バックグラウンド）ロードという機能が追加された。BGロード使用時はバッテリーの消費が多く、PSPをACアダプタに繋げておく事が推奨されており、機能のON、OFFも設定できる。キャラクターの行き来が早すぎてロードをする前にマップ移動に入った場合等、条件によってはロード時間の短縮が行われない場合もあるが、BGロードがON状態であれば、ロード時間は最短で1秒を切る。PSP-2000以降にはキャッシュ機能があり、既に訪れたことがあるエリアではロード時間が従来の1/3ほどになる。
2008年（平成20年）3月27日には、バージョンアップ版にあたる『モンスターハンター ポータブル 2nd G』が発売された。
制作
本作は、『MHP』のヒットを受けて作られた。開発に当たってはストレートに描くという方針が立てられており、たとえばメインモンスターのティガレックスはまっすぐに突っ込んでくる明快なモンスターとして描かれた。
売り上げ・反響
2007年3月にシリーズおよびPSP用ソフト初のミリオンセラーを達成。累計売上本数は約172万本とベースになったPS2用ソフト『モンスターハンター2（ドス）』の約3倍の売り上げを記録した。
『Wii Sports』と共に日本ゲーム大賞2007年度大賞受賞。ファミ通アワード2007大賞受賞。

### モンスターハンター ポータブル 3rd
2010年（平成22年）12月1日発売。『MH3』と『MHP2G』をベースとしたPSP向けソフトのシリーズ第3作。
本作では和を基調とした東アジア風の温泉観光地「ユクモ村」が拠点となり、『MH3』に登場したフィールドに加え、新フィールド「渓流」が追加された。『MH3』の最大の特徴であった水中での狩りは本作では実装されず、水中戦がメインのモンスターは登場しない。「孤島」「水没林」は水中エリアが削除され、『MH3』ではランダム配置だった採取ポイントについては本作では従来通り固定となった。
『MH3』の地上モンスターが引き続き登場したほか、「ジンオウガ」などの新モンスターや亜種が追加、『MHP2G』からも一部モンスターが引き続き登場している。
武器は『MHP2G』に登場したすべてのタイプと「スラッシュアックス」が収録され、攻撃モーションは『MH3』のものを基本に追加・修正が加えられている。この作品のみ武器の攻撃力の数値の表示方法が異なっており、従来は見かけ上攻撃力に極端な差があった武器でも、本作では攻撃力の数値は同じと表示されるようになっている。
『MHP2G』で好評だったオトモアイルーも引き続き搭載され、本作ではシングルプレイ時で最大2匹、2人プレイの時にお互い1匹ずつオトモを連れて行動する事が可能になった。更にハンターと同様にオトモにも武器、頭部防具、胸部防具の3種類あり、複数ある中から自由に装備させる事ができ、前作より細かなカスタマイズが可能となった。また『MHP2G』および『モンハン日記 ぽかぽかアイルー村』のセーブデータがあると、本ゲームをプレイ時にオトモアイルーの装備を入手出来る特典がある。
前作同様クエストには下位、上位、G級また、BGロード機能が削除された（「メディアインストール」機能で代用が可能なためと思われる）。
『メタルギアソリッド ピースウォーカー』と前作『MHP2G』のコラボレーションに続き、今作でもメタルギアシリーズとのコラボレーションが行われた。
全体的に『MHP2G』よりも他企業、漫画、アニメ作品とのコラボレーションに積極的で、オリジナルの武具のほか、漫画・アニメのキャラクターが着ていた服や使用していた武器等の素材が手に入るクエストが発売から1年の間毎月のように配信されていた。
パッケージのみを差し替えた韓国版が存在するため、わずかだが国外向けにも出荷された。
2011年2月10日には、PSP-3000本体（ブラック/レッド・ホワイト/ブルー）を同梱した「新米ハンターズパック」が発売された（PSPJ-30020、PSPJ-30021）。
日本ゲーム大賞2011年間作品部門大賞。ファミ通アワード2010では大賞を受賞し、マスコットキャラクターの「アイルー」も最優秀キャラクター賞を受賞した。
制作
シリーズに長年携わってきた藤岡要は、『MHP』シリーズとしてどう個性を出すかとして煮詰めたのが本作だと電撃オンラインとのインタビューの中で話している。同席していた辻本は、世界観としては独特だとしつつも、ストレートな作りになっていたと話している。とはいえ、東アジア的な世界観である以上『モンハン』らしくないという懸念もあり、それらは一瀬ら開発チームによって払しょくされた。また、グラフィック面においても描きこみをふやしたりデザイナーを変更するといった冒険が行われた。

反響
初週販売本数（2010年12月1日 - 12月5日）はエンターブレイン調べで214万6467本を記録した。2011年（平成23年）1月には400万本に到達した。

#### モンスターハンター ポータブル 3rd HD Ver.
『MHP3』のPlayStation 3（PS3）への移植版。2011年（平成23年）8月25日発売。e-CAPCOM限定でBluetoothヘッドセット付属のExtended editionも発売された。
PSP用のゲームをPS3用ゲームとしてリマスターしたPSP Remasterシリーズの第1弾である。PSPリマスターの企画はSCE側が立ち上げたものであり、カプコンの辻本良三によると、最初に説明を受けた時点で既にSCE側が制作した『MHP3』が実機で動くデモが存在していたという。
PS3用ソフトとしては初めてアドホック・パーティーに対応。ゲーム内容はMHP3と同一であり、トロフィーには対応していない。セーブデータもPSP版と同一であり、ハードウェアシステムメニューの「セーブデータ管理」でPSP・PS3間でのデータのコピーが行える。なお、アドホック・パーティーの「ルーム」に出入りするためにはソフトを一度終了しなければならない点や、セーブデータの移動方法がプレイヤー任せのためセーブデータを上書きする危険性がある点など、システムの作りこみの甘さを指摘する声もある。
ディスクにはMHP3HDとアドホック・パーティーのデータが入っており、これをPS3にインストールするとゲームの一覧に『PSP® Remaster』というフォルダーが現れ、中にMHP3HDが入っており、プレイする際はここから起動する。起動すると通常プレイとアドホック・パーティーの選択肢が出る。なお、PlayStation Networkには対応していないため、アドホック・パーティの動作環境を満たす「有線でインターネットに接続された無線LAN機能を持つPS3」でないとオンラインプレイはできない。
映像特典としてMHP歴代シリーズのオープニングムービーと、生態ムービーやMHP3の一部ムービーが入っている。また、競合ハードであるXbox 360のXbox Live48時間ゴールドメンバーシップ、Xbox 360版MHFの各種プロダクトコード（キャンペーン付）が付属されている。
その他の変更点は以下の通り
- キャラクター、モンスターおよびフォントの高精細度化
  - テキスト等の画面比率はPSP版準拠でPS3に最適化されていない[23]。また、初期状態では上下左右に若干黒枠が発生し、他のPS3用ソフトより一回り小さい画面で表示される（PS3本体の設定でフル表示も可能）。
- 3Dテレビ対応
- Wii版の操作タイプ2同様にコントローラの右スティックでカメラ操作が可能
- 「オトモ配信」は非搭載だが、配信関連で入手する称号は無条件で獲得できるようになっている。

## アドホック・パーティー
本シリーズはSCEのPlayStation 3（PS3）専用ソフトウェア『アドホック・パーティー』を利用することによって全国のプレイヤーと通信プレイができる。
利用するためにはまず、有線でインターネットに接続したPS3を用意し、メニューからPlayStation Storeを起動する。ストア内の検索機能を使ってアドホック・パーティーを探し出し、ダウンロードする（無料）。ダウンロードが完了すると本体が自動でインストールを実行し、完了するとゲームの一覧に「PlayStation®3」というフォルダーが現れ、中にアドホック・パーティーが入っている。これでソフトの準備は完了である。
次にアドホック・パーティーを起動し、MHP3の場合は特設ワールドへ移動して（MHP3HDは自動で行われる）スタートを押す。するとワールド選択画面に移るので好きなロビーを選び、入場する。ここでPSPを起動し、いつでも集会浴場に入れる状態にしておく。するとロビーにもよるが、人がいてルーム（家のアイコン）が立っている。ルームに入るか、自分で作るかしたら集会浴場（ほとんどの場合01）に入る。この時ルーム名・コメントをよく読み、趣旨を誤解しないよう気を付ける。入ったらチャットを使ってあいさつし、十分打ち合わせをしてクエストに出発する。
ルームから出たい時は、△ボタンを押してメニューを開き「ルームから出る」を押すと出ることができる。この時チャットで別れの言葉（例：抜けます、ありがとうございました、など）を言うことが望ましい。また、ルームから出る前には集会浴場から退出しておくこと。そうしないと自分のキャラクターが集会浴場に残ってしまい、後からルームに入ってくる人に迷惑をかけてしまう。
MHP3HDの場合、一度ゲームを起動すると通常はチャットができないが、別売りのUSBキーボードや ワイヤレスキーパッド を使用することでそれが可能になる。またルームから出る場合はR2ボタンを押しながら△ボタンを押し「退出を選択する」ことでロビーへ戻ることができる。
アドホック・パーティーを利用するために必要なものは次の通り。
- PlayStation 3（20GBモデル以外、有線LAN接続）
- PlayStation Portable（MHP3HDの場合不必要）
- PlayStation Networkアカウント（マスターアカウント）
- アドホック・パーティー

なお、アドホック・パーティーはPS3専用ソフトウェア『PlayStation Home』から起動することもでき、特設ラウンジ『カプコン號』（かぷこんごう）で待ち合わせをして、落ち合ったユーザー同士でアドホック・パーティーへ移行することもできる。
『Xlink Kai』などのトンネリングソフトも同じ原理であり、これらを利用することでも通信プレイが可能である。

## モンハン持ち
本来PSPは、左手の親指でアナログパッドか十字キーのどちらか片方のみを操作するように設計されているが、
本シリーズやそれ以降に発売されたPSP用3Dアクションゲームの大半は「プレイヤーキャラの移動をアナログパッド」「視点の操作を十字キーで行う」ようになっている。
だがこのシリーズでは同ジャンルゲームの殆どに存在するカメラのロックオン機能が一貫して存在しておらず、ハンターの移動と視点移動を同時に操作しなければならない。これに対しプレイヤー間では『アナログパッドを普通に親指で操作すると同時に、十字キーを折り曲げた人差し指で操作する』独特の持ち方が普及し、その持ち方は本作の名前をとって所謂「モンハン持ち」と俗称される。
またLボタンはプレイヤーの背中にカメラを戻すほか、同作では使用アイテムを切り替えるにも使用するため、左手の中指をLボタンに添えることも多い。
ただし、左手の親指と人差し指でほぼ同時に別々の操作をするのはそれなりの器用さが要求されるため、誰もができる持ち方ではない。なお後に発売されたPS Vitaには右スティックが存在し、プレイヤー移動と視点移動は両手の親指で可能となった。モンハンシリーズには『MHF』を除きPS Vita向けのソフトはないものの、右スティックがコントローラーに採用されているPS3向けに『3rd HD Ver.』も発売されている。
ファミ通のウェブ上にて『モンハン持ちができません。』（モンでき。）が連載されている。